# 7422-es mellékút (Magyarország)
A 7422-es számú mellékút bő 6 kilométer hosszú, négy számjegyű országos közút Magyarország délnyugati részén. Csak a Zala vármegyei Lenti közigazgatási határain belül húzódik, a városhoz csatolt, korábban önálló községeket kapcsolja össze egymással és a 75-ös főúttal.

## Nyomvonala
A 75-ös főútból ágazik ki, annak 61,600-as kilométerszelvénye közelében, a Lentihez tartozó Mumor városrész központjában, észak felé. (Majdnem ugyanott, néhány lépéssel nyugatabbra) torkollik bele a főútba a Borsfa felől idáig húzódó 7537-es út is, délkelet felől, bő 29 kilométer után.) Kezdeti szakaszán Arany János út néven halad, majd 800 méter után kilép a városrész házai közül. Ezután kicsit keletebbi irányt vesz, és a 2. kilométere táján elhalad egy magántulajdonú tórendszer mellett. 2,4 kilométer után beér a szintén Lentihez tartozó Bárhelyre, ott a neve Kölcsey Ferenc út. 3,2 kilométer után lép ki a településrész házai közül, de kevéssel ezután már ismét házak között halad, Bárszentmihályfa városrészbe érve, ahol a Mihályfai út nevet viseli.
3,6 kilométer után egy elágazáshoz ér: onnan északra önkormányzati útként húzódik a településrész főutcája, a 7422-es út pedig nyugatnak folytatódik tovább. Kicsivel ezután kilép a lakott területről, majd 4,7 kilométer után keresztezi a Kerka folyását. A 6,100-as kilométerszelvénye táján érkezik Lentikápolna házai közé, ahol a Dankó utca nevet veszi fel. A 7426-os útba beletorkollva ér véget, annak 850-es méterszelvénye közelében.
Teljes hossza, az országos közutak térképes nyilvántartását szolgáló kira.gov.hu adatbázisa szerint 6,249 kilométer.